# لستر ستورم
لستر ستورم، هي سيارة سباق خلفية الدفع أنتجت في 1993 وتوقف إنتاجها في 1994.